# Meilenstein (Langenweddingen)

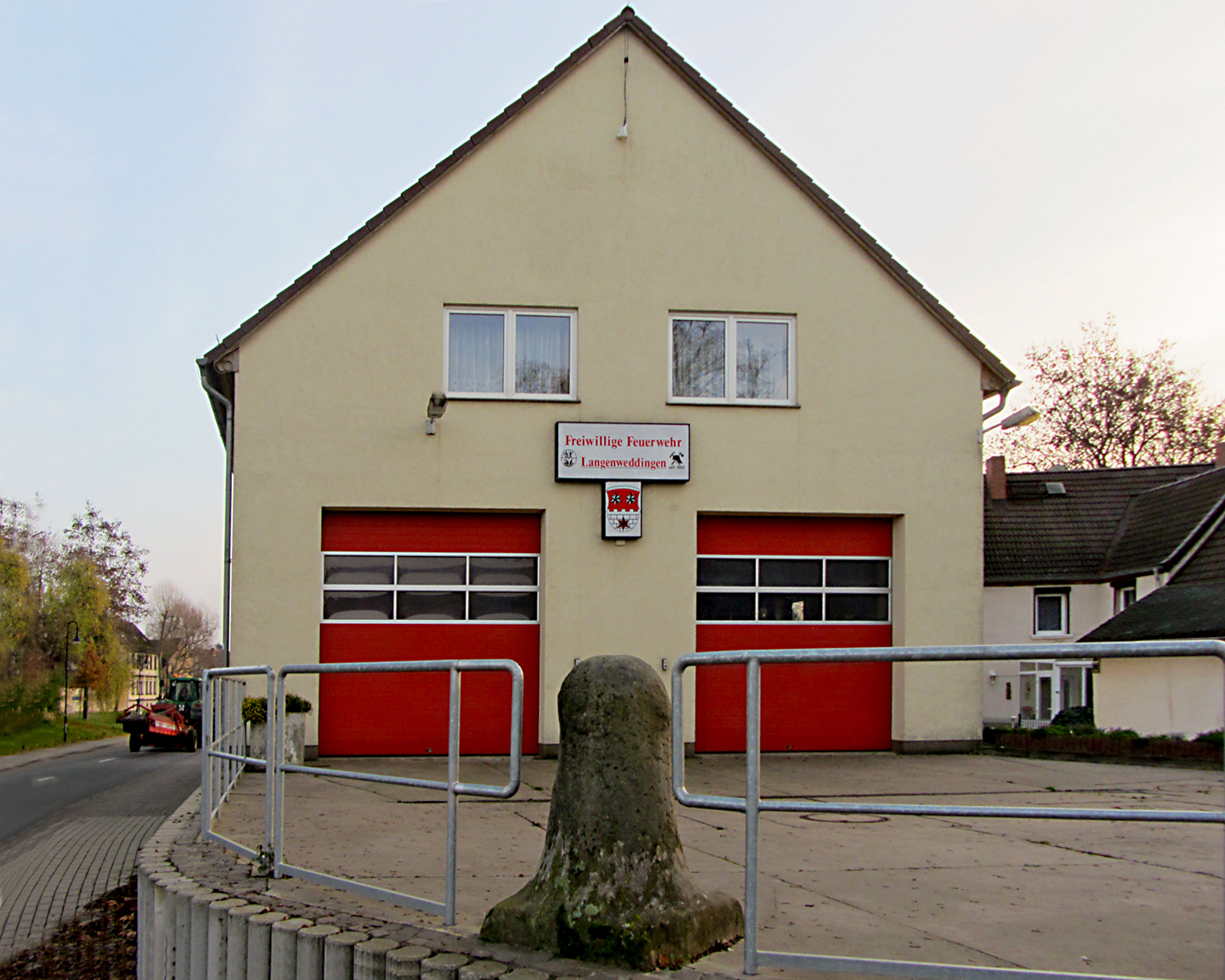
Preußischer Halbmeilenstein in Langenweddingen

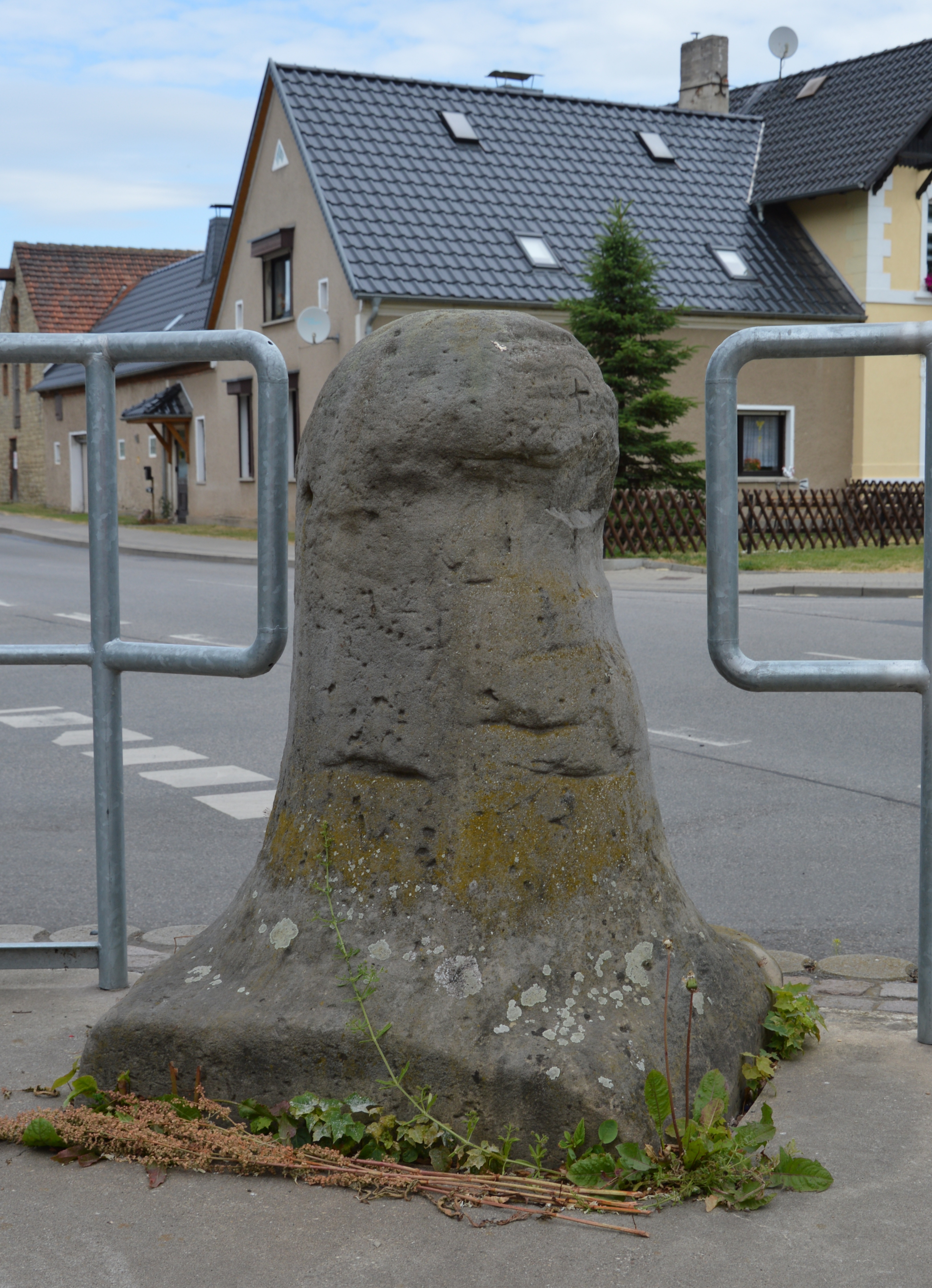
Preußischer Halbmeilenstein in Langenweddingen

Der Meilenstein in Langenweddingen ist ein Kleindenkmal in der Gemeinde Sülzetal im Landkreis Börde in Sachsen-Anhalt.
Mitten in Langenweddingen steht vor der Freiwilligen Feuerwehr eine mehr als einen Meter hohe Steinglocke. Es handelt sich dabei um einen preußischen Halbmeilenstein, der letzter Zeuge der einst regelmäßigen Steinsetzungen zwischen Magdeburg und Egeln ist. Der Meilenstein in Ottersleben, durch das die Halberstädter Chaussee ebenfalls führt, gehört hingegen zur Verbindung von Magdeburg über Wanzleben nach Halberstadt.
Die heutige Bundesstraße 81 ist direkter Nachfolger der alten Chaussee von Magdeburg nach Halberstadt, die allerdings nicht in einem Stück entstand. So ist belegt, dass der Abschnitt von Halberstadt nach Gröningen bereits im Jahr 1803 fertiggestellt wurde, aber als Teil einer Verbindung in Richtung Leipzig entstand. Die Anbindung zwischen Magdeburg und Egeln erfolgte hingegen erst im Jahr 1828. Eine preußische Meile entspricht 7,532 Kilometern. Der Meilenstein stand 1½ Meilen (knapp 11,3 Kilometer), von Magdeburg entfernt. In Magdeburg hatte die Straße ihren Ursprung in der Chaussee Magdeburg–Leipzig, so dass mit der Halberstädter Chaussee ein Ringschluss zwischen Halberstadt, Atzendorf und Magdeburg im direkten Zusammenhang mit der Hauptverbindung von Hamburg über Magdeburg nach Leipzig entstand, die im Jahr 1786 als erste größere preußische Chaussee überhaupt beschlossen wurde.
Der Stein, eine sogenannte Große Glocke, an der Ecke der Halberstädter Straße (ehemalige B 81) zu der Wanzleber Straße steht vermutlich noch fast genau an seinem ursprünglichen Standort. Er befand sich bis zum Jahr 2002 auf einer Wiese, dann wurde das Areal umgestaltet. Die B 81 führt mittlerweile nicht mehr hier entlang, sondern westlich am Ort vorbei, so dass Straßenname und Meilensteine letzte Zeugen der einstigen Preußischen Staatschaussee sind. Im Denkmalverzeichnis ist der Distanzstein mit der Nummer 094 96601 erfasst.